# Chenoweth
Chenoweth es un lugar designado por el censo, ubicado en el condado de Wasco en el estado estadounidense de Oregón. En el año 2000 tenía una población de 3 412 habitantes y una densidad poblacional de 197 personas por km².

## Geografía
A Chenoweth le corresponden las coordenadas geográficas 45°37′14″N 120°13′29″O / 45.62056, -120.22472.

## Demografía
Según la Oficina del Censo en 2000 los ingresos medios por hogar en la localidad eran de $32,794 y los ingresos medios por familia eran $41,552. Los hombres tenían unos ingresos medios de $38,856 frente a los $19,276 para las mujeres. La renta per cápita para la localidad era de $15,497. Alrededor del 15.8% de la población estaban por debajo del umbral de pobreza.

## Localidades adyacentes
Diagrama de las localidades a un radio de 16 km a la redonda de Long Neck. 